# Вайткоун (Аризона)
Вайткоун (англ. Whitecone) — переписна місцевість (CDP) в США, в окрузі Навахо штату Аризона. Населення — 768 осіб (2020).

## Географія
Вайткоун розташований за координатами 35°36′17″ пн. ш. 110°4′48″ зх. д. / 35.60472° пн. ш. 110.08000° зх. д. (35.604666, -110.080022).  За даними Бюро перепису населення США в 2010 році переписна місцевість мала площу 116,84 км², з яких 116,80 км² — суходіл та 0,04 км² — водойми.

## Демографія
Згідно з переписом 2010 року, у переписній місцевості мешкало 817 осіб у 225 домогосподарствах у складі 184 родин. Густота населення становила 7 осіб/км².  Було 300 помешкань (3/км²).
Расовий склад населення:
| - 96,8 % — корінних американців - 0,4 % — білих - 0,4 % — вихідців з тихоокеанських островів - 0,4 % — азіатів |

До двох чи більше рас належало 2,0 %. Частка іспаномовних становила 3,2 % від усіх жителів.
За віковим діапазоном населення розподілялося таким чином: 33,7 % — особи молодші 18 років, 55,0 % — особи у віці 18—64 років, 11,3 % — особи у віці 65 років та старші. Медіана віку мешканця становила 29,2 року. На 100 осіб жіночої статі у переписній місцевості припадало 89,6 чоловіків;  на 100 жінок у віці від 18 років та старших — 88,9 чоловіків також старших 18 років.
Середній дохід на одне домашнє господарство  становив 28 463 долари США (медіана — 20 673), а середній дохід на одну сім'ю — 31 722 долари (медіана — 24 531). За межею бідності перебувало 63,2 % осіб, у тому числі 81,6 % дітей у віці до 18 років та 40,2 % осіб у віці 65 років та старших.
Цивільне працевлаштоване населення становило 140 осіб. Основні галузі зайнятості: освіта, охорона здоров'я та соціальна допомога — 35,7 %, публічна адміністрація — 12,9 %, роздрібна торгівля — 11,4 %, будівництво — 11,4 %.